# Francis Guthrie
Pour les articles homonymes, voir Guthrie.
Francis Guthrie (né à Londres le 22 janvier 1831 - décédé le 19 octobre 1899 à Claremont, banlieue du Cap) est un mathématicien sud-africain et un botaniste. Il a été le premier à poser le problème des quatre couleurs, problème qu'il soumet en 1852 à Auguste De Morgan dont il avait été l'étudiant, à l'University College de Londres.

## Biographie
Alors qu'il coloriait une carte des comtés de l'Angleterre, il remarqua qu'au moins quatre couleurs étaient nécessaires afin qu'aucune région partageant une frontière commune ne soit de la même couleur qu'une autre. Il postula alors que seules quatre couleurs étaient suffisantes pour colorier n'importe quelle carte. Ce problème est connu sous le nom du problème des quatre couleurs, et resta un des problèmes topologiques, non résolu pendant plus d'un siècle, des plus célèbres, jusqu'à ce qu'il fut finalement démontré en 1976 avec l'aide d'un ordinateur.
Guthrie obtint son B.A. en 1850 et son LL.B. en 1852. Il alla en Afrique du Sud en 1861 et obtint le poste de mathematics master au Graaff-Reinet College, poste dont il démissionna en 1875. De 1878 à 1899, il fut professeur de mathématiques au South African College. Il eut pour étudiante Nellie Brown Muir, fille de Thomas Muir, première femme à obtenir la médaille d'or en science du College en 1897.
Botaniste amateur, Guthrie a suivi les conférences de John Lindley à Londres et il fut l’initiateur et l'ami du botaniste sud-africain Harry Bolus. Ensemble, ils étudièrent le genre Erica et Bolus donna le nom de Guthriae à un genre botanique de la famille des Achariaceae en son honneur. Jusqu'à sa mort, Francis Guthrie constitua une importante collection de plantes sud-africaines que sa veuve offrit au département de botanique de l'université du Cap. Le nom de Guthrie apparaît dans 14 espèces de plantes.